# Cutting
 Cutting  es una población y comuna francesa, en la región de Lorena, departamento de Mosela, en el distrito de Château-Salins y cantón de Dieuze.

## Demografía
| 171 | 206 | 184 | 165 | 155 | 147 |
| Para los censos de 1962 a 1999 la población legal corresponde a la población sin duplicidades (Fuente: INSEE [Consultar]) |     |     |     |     |     |

la adolescencia es una de las etapas más hermosas y a la vez,una de las más vulnerables por la que atraviesan,los jóvenes